# マリナ・ウィンザー
マリナ・ウィンザー（Lady Marina Charlotte Alexandra Katharine Helen Windsor、1992年9月30日 - ）は、ジョージ5世の玄孫。

## 略歴
セントアンドリューズ伯爵ジョージ・ウィンザーとシルヴァナ（en）の間の長女として、ケンブリッジにて誕生。「マリナ」の名は、父方の祖母キャサリンのミドルネームから採った。
カトリック信者となったことにより、2008年、王位継承法の規定により王位継承権を失った。